# Багульник
Багу́льник (лат. Lédum) — ранее в зависимости от классификации рассматривался как самостоятельный род или подрод растений из семейства Вересковые (Ericaceae). В западной литературе все виды этого рода с 1990-х годов включают в род Рододендрон, в русскоязычной непереводной литературе такой взгляд на классификацию этого рода до настоящего времени (2019 год) не поддерживается. По современной классификации в соответствии с системой APG IV все виды отнесены к рододендронам, четыре из них распространены на территории России.

## Названия
Другие названия: клоповник трава (им прокуривали избу от клопов в сельской местности), лесной розмарин, багун. Необходимо иметь в виду, что жители Дальнего Востока России и Сибири часто называют багульником других представителей рододендронов, особенно рододендрон даурский.

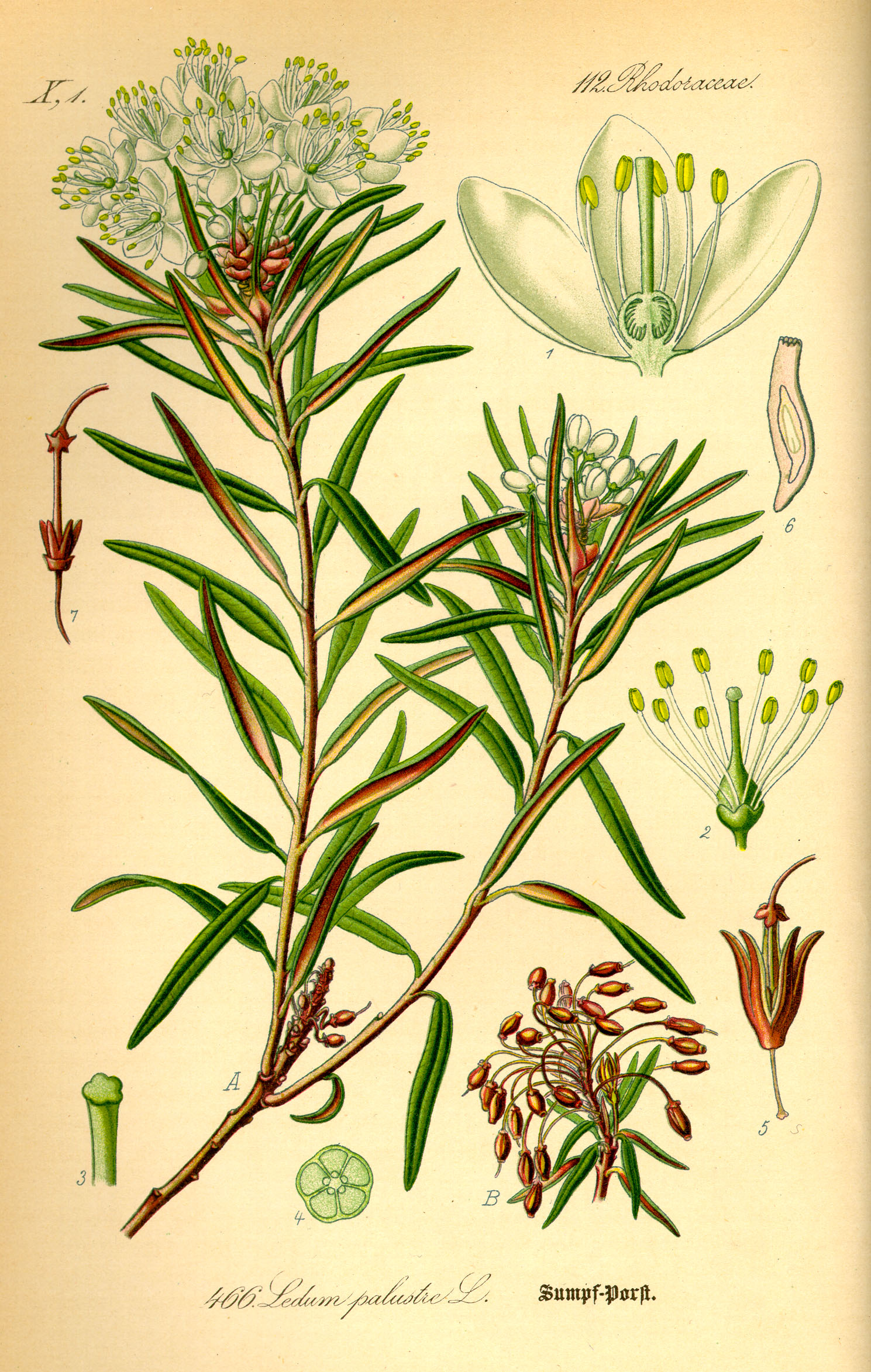
Багульник болотный.

## Ботаническое описание
Багульник представлен кустарниками и кустарничками с вечнозелёными, очерёдными, цельнокрайными, кожистыми, часто с завёрнутым краем, листьями. Лист на солнце, а также к осени приобретает буро-коричневый оттенок, тёмно-зелёный лист только у кустов, растущих в устойчивой тени, а также у ветвей, перезимовавших под снегом. Растение произрастает в хвойных и смешанных, часто лиственничных лесах с повышенной влажностью почвы, а также вдоль ручьёв и на марях, нередко образуя сплошной труднопроходимый ковёр подлеска. В зарослях багульника может расти брусника, плодонося редкими, но крупными ягодами.
Листья и ветви багульника (а особенно цветки, пыльца и семена) издают резкий, специфический одурманивающий запах, что объясняется содержанием в растении эфирного масла сложного состава.
Цветки обоеполые белые, пятимерные, в зонтиковидных или щитковидных соцветиях на концах прошлогодних побегов.
Плод представляет собой пятигнёздную коробочку, раскрывающуюся от основания кверху. Семена очень мелкие, крылатые.

## Распространение и экология
Произрастает в субарктическом и умеренном поясах Северного полушария.
Размножается семенами, черенками, отводками, делением кустов и корневыми отпрысками. Искусственное разведение затруднительно: нужна без известковая почва, а семена следует высевать сразу после сбора в торфянистую или песчаную почву.

## Значение и применение
Вместе с дёгтем эфирное багульниковое масло может применяться при обработке кожи, его можно использовать в мыловарении и парфюмерии, а также в текстильной промышленности в качестве закрепителя.
Запах свежих листьев и ветвей багульника отпугивает кровососущих насекомых, предохраняет меха и шерсть от моли.
Все виды багульника являются хорошими медоносами, дают небольшой сбор мёда, но багульниковый мёд ядовит (так называемый «пьяный» мёд), его нельзя употреблять в пищу без кипячения. Он может лишь использоваться самими пчелами для развития семей.
Вдыхание эфирных масел или употребление мёда и лекарств на основе багульника может вызвать отравление. Последствия: воздействие на центральную нервную систему.
Симптомы: сухость во рту, онемение языка, нарушение речи, головокружение, тошнота, рвота, общая слабость, нарушение координации движений, помутнение сознания, учащение или уменьшение пульса, судороги, возбуждение, через 30–120 минут возможен паралич ЦНС.

## Таксономия
Ledum Rupp.	ex L. Sp. Pl. 1: 391. 1753.
Rhododendron subsect. Ledum (L.) Kron & Judd

### Виды
В соответствии с Системой APG IV по состоянию на декабрь 2023 года в состав подрода Ledum включаются 7 видов рододендронов:
- Rhododendron columbianum (Piper) Harmaja — Рододендрон колумбийский
- Rhododendron diversipilosum (Nakai) Harmaja — Рододендрон рассеянноволосковый
- Rhododendron groenlandicum (Oeder) Kron & Judd — Рододендрон гренландский
- Rhododendron hypoleucum (Kom.) Harmaja — Багульник подбел
- Rhododendron subulatum (Nakai) Harmaja
- Rhododendron tolmachevii Harmaja — Рододендрон Толамчёва
- Rhododendron tomentosum Harmaja — Рододендрон войлочный или Багульник болотный

Ранее по информации базы данных The Plant List (2013), в состав рода включались 6 видов:
- Ledum columbianum Piper — Багульник колумбианский
- Ledum decumbens (Ait.) Lodd. ex Steud. — Багульник стелющийся*
- Ledum glandulosum Nutt. — Багульник железистый
- Ledum macrophyllum Tolm. — Багульник крупнолистный*
- Ledum maximum (Nakai) A.P.Khokhr. & M.T.Mazurenko — Багульник наибольший*
- Ledum palustre L. typus[9] — Багульник болотный*

Виды рода Багульник, представленные в России и сопредельных странах, отмечены звёздочками (*).
Ещё несколько видовых названий этого рода имеет в The Plant List (2013) статус unresolved name, то есть относительно этих названий нельзя однозначно сказать, следует ли их использовать как названия самостоятельных видов — либо их следует свести в синонимику других таксонов.